# Aname turrigera
Aname turrigera är en spindelart som beskrevs av Main 1994. Aname turrigera ingår i släktet Aname och familjen Nemesiidae. Inga underarter finns listade i Catalogue of Life.